# カドモインダイト
カドモインダイト（英語: Cadmoindite、CdIn2S4）は、希少なカドミウム-インジウム硫化鉱物で、択捉島の茂世路岳の高温（450-600℃）噴気孔の火道周辺で発見された。チェコ共和国ボヘミアのカタリナ炭鉱でも報告されている。
学名は、インダイト（英: Indite、FeIn2S4）の鉄がカドミウム（英: Cadmium）に置換していることによる。

## 結晶構造
カドモインダイトは、8つの四面体配位及び16個の四面体配位陽イオン部位を持つ立方体の単位胞により定義されるスピネル構造を持つ。陽イオン部位におけるCd(II)とIn(III)の分布は、2つの種が等電子的であるため標準的なX線回折により解明するのは困難であるが、合成標本のラマン分光法や密度汎関数理論のシミュレーションにより、四面体部位の約20%がIn(III)陽イオンで占められていることが示される。